# Holbæk, Mittjylland
Holbæk är en by i Norddjurs kommun, Mittjylland, Danmark. Byn är belägen 19 kilometer 
från Randers. Orten hade 226 invånare år 2021.